# Beutolomäus sucht den Weihnachtsmann
Die 24-teilige Fernsehserie Beutolomäus sucht den Weihnachtsmann wurde im Dezember 2005 im Rahmen der Beutolomäus-Reihe des Kinderkanals erstausgestrahlt. Sie wurde 2006 mit dem Robert-Geisendörfer-Preis der Evangelischen Kirche ausgezeichnet.

## Inhalt
Der Weihnachtsmann wird von Pit Piestig aus Rache für einen unerfüllten Wunsch aus Kindheitstagen entführt. Kalle und Beutolomäus suchen in den 24 Folgen der Serie nach dem Weihnachtsmann und versuchen auch in Erfahrung zu bringen, welche Motive der Täter für seine Entführung hatte.

## Episodenübersicht
- 1. Nur für Kinder!
- 2. Die Entführung
- 3. Im Kittchen
- 4. Der Steckbrief
- 5. Das Geheimnis der weißen Hunde
- 6. Falsche Weihnachtsmänner
- 7. Ersatz für den Weihnachtsmann
- 8. Nachhilfe für einen Entführer
- 9. Weihnachtshasser gesucht!
- 10. Sand im Getriebe
- 11. Der verdächtige Zimttee
- 12. Unter Hypnose
- 13. Auf der Flucht
- 14. Der Doppelgänger
- 15. Entführer in Not
- 16. Beutolomäus in der Falle
- 17. S.O.S. Weihnachtsgans
- 18. Weihnachtswünsche
- 19. Wer kennt diesen Mann?
- 20. Dem Entführer auf der Spur
- 21. Im Fieber
- 22. Hinterhalt im Keller
- 23. Sophies Schlüssel
- 24. Die große Feier